# Julia Kissina

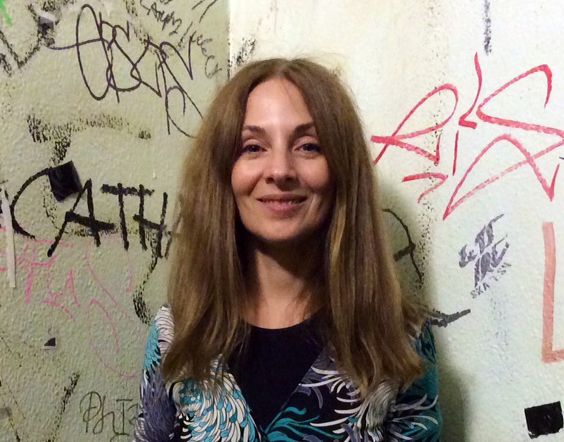
Julia Kissina, Berlin, 2014

Julia Kissina (russisch Юлия Дмитриевна Кисина bzw. Julia Dmitrijewna Kissina, * 1966 in Kiew, Sowjetunion) ist eine deutsche Künstlerin, Fotografin und Schriftstellerin ukrainischer Abstammung. Sie schreibt auf Russisch, lebt und arbeitet in Berlin und New York.

## Als Schriftstellerin
Julia Kissina studierte am Gerassimow-Institut für Kinematographie (VGIK, Всероссийский государственный институт кинематографии имени С.А. Герасимова) in Moskau und an der Akademie der Bildenden Künste in München. Bis 1990 lebte sie in Moskau, wo sie ab Ende der 1980er Jahre Teil des inoffiziellen künstlerischen und literarischen Lebens war. Dort stand sie dem Kreis der Moskauer Konzeptualisten, insbesondere der Gruppe „Inspektion Medizinische Hermeneutik“, nahe.
Kissinas Texte wurden im Samisdat veröffentlicht (Mitin Journal und Zeitschrift Mesto pečati). Auch in Anthologien der zeitgenössischen russischen Literatur nach 1990 war sie vertreten, u. a. in Russische Blumen des Bösen. Anfang der 1990er Jahre sind bei Obscuri viri ihre Erzählbände Der Flug der Taube über den Schmutz der Phobie (1993) und Teufels Kindheit (1994) erschienen. Ihre literarischen Texte wurden in viele Sprachen übersetzt, auch ins Deutsche. Werke, die nach der Jahrtausendwende veröffentlicht wurden, sind Vergiß Tarantino (2005, Aufbau-Verlag) und Frühling auf dem Mond (2013, Suhrkamp-Verlag) sowie der autobiografische Roman Elephantinas Moskauer Jahre (2016, Suhrkamp-Verlag) über die Moskauer Untergrundszene der 1980er Jahre. 2017 erschien ihr Buch mit dem Titel Revolution Noir – Autoren der russischen „neuen Welle“ (Suhrkamp-Verlag).

## Als Künstlerin
Julia Kissina ist auch als Aktionskünstlerin und Fotografin bekannt. In den 1990er Jahren widmete sie sich der konzeptuellen Fotografie und der Aktionskunst: Sie führte u. a. eine Schafherde durch das Museum für Moderne Kunst in Frankfurt am Main, organisierte 2003 die Aktion „Buße in der Gewahrsamszelle“ in einem Berliner Gefängnis und stellte während des Festivals Art & Crime im HAU in Berlin bei der Aktion „Absolution aus der Konserve“ eine Beichtzelle vor dem HAU 2 auf. 2006 gründete Kissina die „The Dead Artists Society“, die in spiritistischen Sitzungen „Dialoge mit Klassikern“ wie Marcel Duchamp und Kasimir Malewitsch führte. International wurden ihre Fotoarbeiten – u. a. die Serien Toys (2004), I can see something you can't see (2008) und Schatten werfen Menschen // Shadows Cast People (2010) ausgestellt.

## Bücher

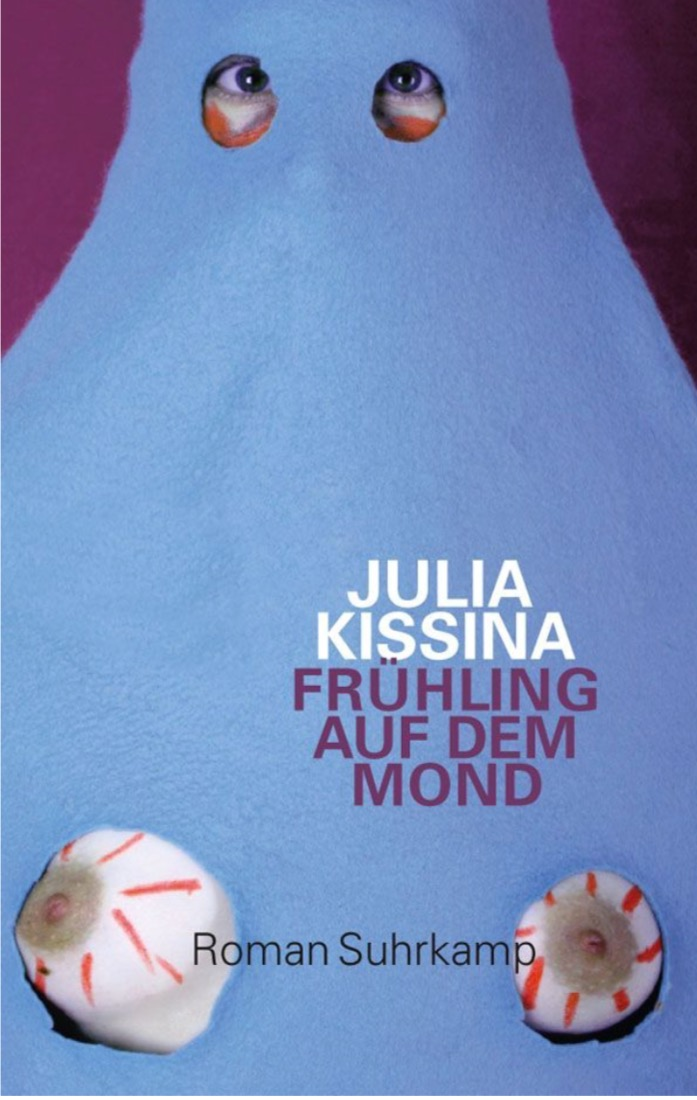
Deutsches Buchcover von Julia Kissinas Roman „Frühling auf dem Mond“

- Elephantinas Moskauer Jahre, Roman; deutsch von Olga Kouchvinnikova, Ingolf Hoppmann. Suhrkamp Verlag, Berlin 2016 ISBN 978-3-518-42532-9
- Frühling auf dem Mond, Roman; deutsch von Valerie Engler. Suhrkamp, Berlin 2013, ISBN 978-3-518-42363-9.
- Vergiss Tarantino. Aufbau-Verlag, Berlin 2005, ISBN 3-351-03047-9.
- Milin und der Zauberstift. Bloomsbury, Berlin 2005, ISBN 3-8270-5035-9.
- Des Täubchens Flug über dem Schlamm der Phobie (Полёт голубки над грязью фобии), Obscuri Viri Verlag, Moskau 1993, OCLC 165116372
- Teufels Kindheit. (Детство дьявола). Obscuri Viri Verlag, Moskau, 1994, OCLC 165287955. Deutsch: Teufels Kindheit. Übersetzt von Anton Sergl. OCLC 165143666
- Einfache Wünsche. (Простые желания). Aleteia Verlag, St. Petersburg 2001, ISBN 5-89329-372-X.
- Das Lächeln der Axt, Colonna Publications, St. Petersburg, 2007.
- Frühling auf dem Mond (Весна на Луне) Roman. Azbuka Verlag, St. Petersburg, 2012.
- Dead Artists Society. Verlag für moderne Kunst, 2010, ISBN 978-3-86984-146-5 (Originaltitel: Общество мертвых художников. Übersetzt von Ludwig Seyfarth, Wolfgang Ulrich).
- Julia Kissina, Ingolf Hoppmann: Revolution Noir: Autoren der russischen „neuen Welle“. Suhrkamp Verlag, Berlin 2017, ISBN 978-3-518-42766-8.

Anthologien
- Die Blumen des Bösen, Exmo-Press, Moskau 1997, 2002, 2004.
- Russische Erzählung im ХХ. Jahrhundert. Herausg. von Wladimir Sorokin. Verlag Sacharov, Moskau 2005, ISBN 5-8159-0534-8.
- Moderne russische Prosa. Zakharov Books, Moskau 2003.
- Ruské kvety zla Belimex, Bratislava, Slowakei 2001.
- Les fleurs du mal: une révolution littéraire dans la nouvelle Russie. Verlag A. Michel, Paris 1997.
- I fiori del male russi. Antologia. Verlag Voland, Roma 2001.
- Rußland. 21 neue Erzähler. Anthologie. Herausg. von Galina Dursthoff. DTV, 2003, ISBN 3-423-13130-6.
- Il casualitico. (Fernando Pessoa, Amélie Nothomb, Valentino Zaichen, Renzo Paris, Franco Purini, Julia Kissina). Voland, Rom 2003.
- Tema lesarva. Gabo Verlag, Budapest 2005.
- Cuentos rusos. Siruela Verlag, Madrid 2006.
- A Thousand Poets, One Language. A Mohammed bin Rashid al Maktoum Foundation, Dubai 2009.

Zeitschriften
- Lettre Internationale, Ediţia română, Budapest, N-71, 2008
- Schreibheft, Nr. 59, Okt. 2002, Einfache Wünsche, Margot Winter
- Neue Literatur, Bukarest Nr. 4,1994
- Zvezda, St. Petersburg, Nr. 3 1997, Nr. 4 2011.
- Via Regia. Nr. 48/49, März/April 1997, Die letzten Tage im Paradies, Osiris in Italien
- Mitin Journal, Leningrad/St. Petersburg/Prag, jährlich
- Место pechati, Moskau

Kunst-Publikationen
- Julia Kissina, Toys. Revolver, Stuttgart 2000, ISBN 3-934823-01-7.
- Julia Kissina, When Shadows Cast People. Peperoni books, Berlin 2010, ISBN 978-3-941825-09-3.
- Julia Kissina, Dead Artists Society. Verlag für moderne Kunst Nürnberg, 2010, ISBN 978-3-86984-146-5.
- Julia Kissina, Dead Artists Society. Bibliothek des Moskauer Konzeptualismus,  Moskau, 2011.